# Hovd
Khovd o Hovd (mongolo Ховд), precedentemente nota come Kobdo o Khobdo, è una città della Mongolia, capoluogo della provincia di Hovd, si trova nel distretto (sum) di Žargalant. Aveva, nel 2000, una popolazione di 26.023 abitanti.
A nord della città ci sono i resti della fortezza mancese di Sangijn Hėrėm (Сангийн хэрэм) del XVIII secolo.

## Geografia fisica

### Territorio
Hovd si trova ai piedi della parte mongola dei monti Altaj, sul fiume Bujant (Буянт гол), 25 km ad ovest del lago Har-Us nuur (Хар-Ус нуур).

### Clima
Ha un clima desertico freddo (BWk, secondo la classificazione di Köppen) con lunghi, freddi e secchi inverni e corte estati calde. Le precipitazioni sono minime e concentrate nel periodo estivo.
| HOVD (1961-1990)      | Mesi  | Mesi  | Mesi  | Mesi  | Mesi | Mesi | Mesi | Mesi | Mesi  | Mesi  | Mesi  | Mesi  | Stagioni | Stagioni | Stagioni | Stagioni | Anno  |
| HOVD (1961-1990)      | Gen   | Feb   | Mar   | Apr   | Mag  | Giu  | Lug  | Ago  | Set   | Ott   | Nov   | Dic   | Inv      | Pri      | Est      | Aut      | Anno  |
| --------------------- | ----- | ----- | ----- | ----- | ---- | ---- | ---- | ---- | ----- | ----- | ----- | ----- | -------- | -------- | -------- | -------- | ----- |
| T. max. media (°C)    | −16,3 | −12,0 | 0,3   | 11,1  | 19,1 | 23,8 | 24,7 | 23,4 | 17,7  | 9,0   | −2,3  | −12,9 | −13,7    | 10,2     | 24,0     | 8,1      | 7,1   |
| T. min. media (°C)    | −29,9 | −27,1 | −14,7 | −3,5  | 4,6  | 10,3 | 12,3 | 10,0 | 3,9   | −4,7  | −15,7 | −25,6 | −27,5    | −4,5     | 10,9     | −5,5     | −6,7  |
| T. max. assoluta (°C) | 8,7   | 13,6  | 21,7  | 30,7  | 32,0 | 34,2 | 33,4 | 35,6 | 30,0  | 24,7  | 14,4  | 13,3  | 13,6     | 32,0     | 35,6     | 30,0     | 35,6  |
| T. min. assoluta (°C) | −46,6 | −44,6 | −31,7 | −19,7 | −8,6 | −6,4 | 1,5  | −0,9 | −13,9 | −25,3 | −35,2 | −40,4 | −46,6    | −31,7    | −6,4     | −35,2    | −46,6 |
| Precipitazioni (mm)   | 1,4   | 0,9   | 2,3   | 5,9   | 9,5  | 26,5 | 35,0 | 22,7 | 10,6  | 4,6   | 1,8   | 1,6   | 3,9      | 17,7     | 84,2     | 17,0     | 122,8 |
| Giorni di pioggia     | 0     | 0     | 1     | 1     | 2    | 4    | 6    | 4    | 2     | 1     | 0     | 1     | 1        | 4        | 14       | 3        | 22    |

## Storia
La città di Khovd fu fondata sulla riva del fiume omonimo da Galdan Boshutgu della Zungaria nel XVII secolo, in quello che oggi è il sum di Erdenebüren. Si sviluppò attorno alla città una fiorente attività di orticoltura, sfruttando le conoscenze in ambito agricolo dei Taranchi (popolazione musulmana stanziale che abitava l'area del bacino del Tarim, nello Xinjiang) e dei prigionieri originari dell'Asia Centrale. La città divenne poi spostata sulla riva del fiume Buyant per ordine dalla dinastia Qing, a seguito della dissoluzione del Khanato degli Zungari avvenuta nel 1757. Il 7 agosto 1912, le truppe mongole comandate da Manlai Baatur Damdinsuren, Khatanbaatar Magsarjav e Ja Lama occuparono la città di Hovd, distrussero tutte le guarnigioni cinesi e manciù e abolirono il controllo da parte dell'amban che comandava la città per ordine della dinastia Qing.

## Società

### Evoluzione demografica
La città aveva una popolazione di 16 023 abitanti al censimento del 2000, 30 479 abitanti (stimati) nel 2003 e 28 601 nel 2007.
Nel 2005 il sum di Jargalant (il centro dell'aimag di Hovd) contava 32 351 abitanti (e 6 675 famiglie), per un totale di oltre dieci nazionalità e gruppi etnici diversi, tra cui gli Zungari, i Khalkha, i Zahčin, i Torgud, gli Urianhaj, i Myangad, i Dörbet, i Bajad, i Kazaki, i Chantuu e gli Ùzėmčin.

## Galleria d'immagini

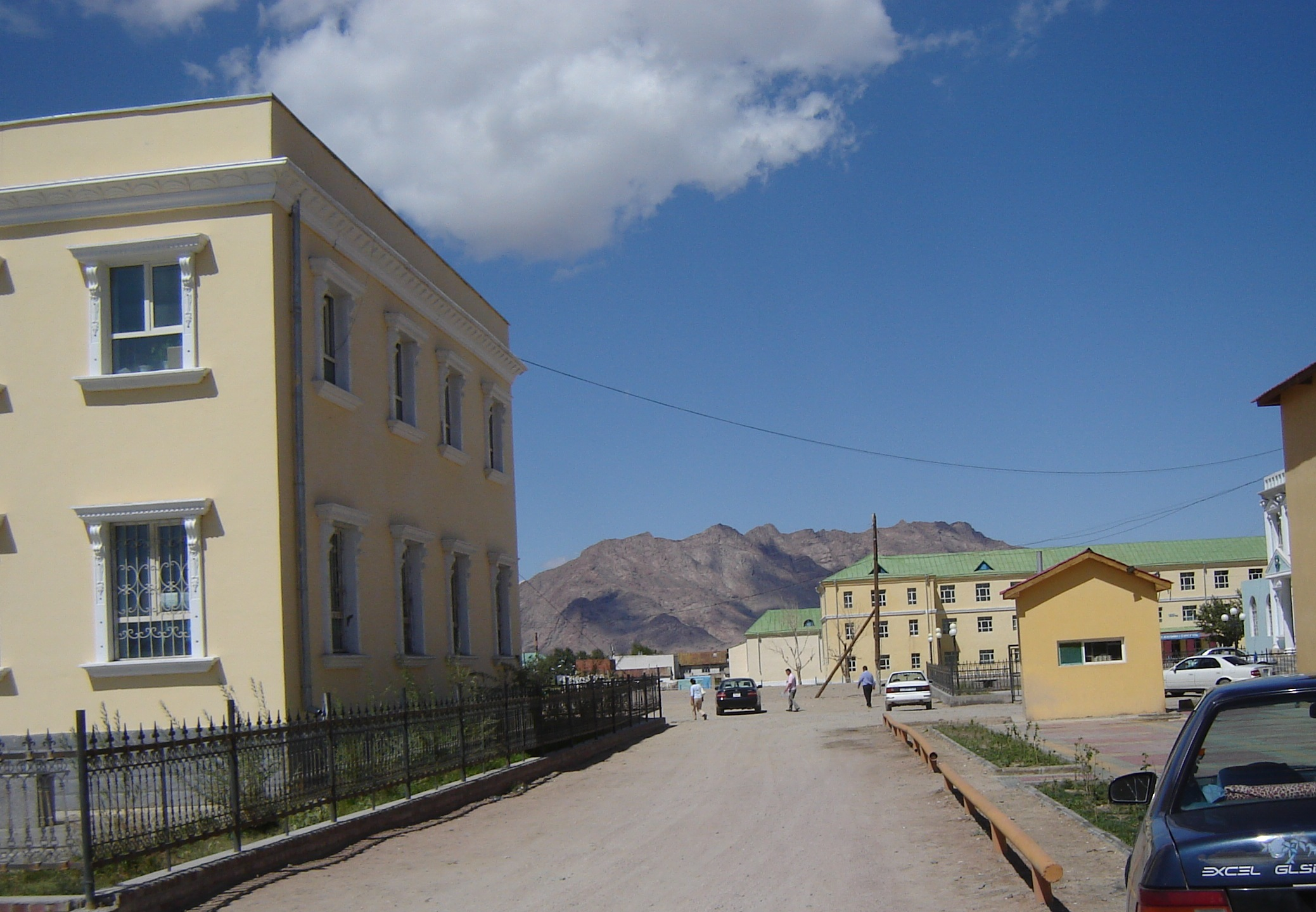
Una strada di Hovd
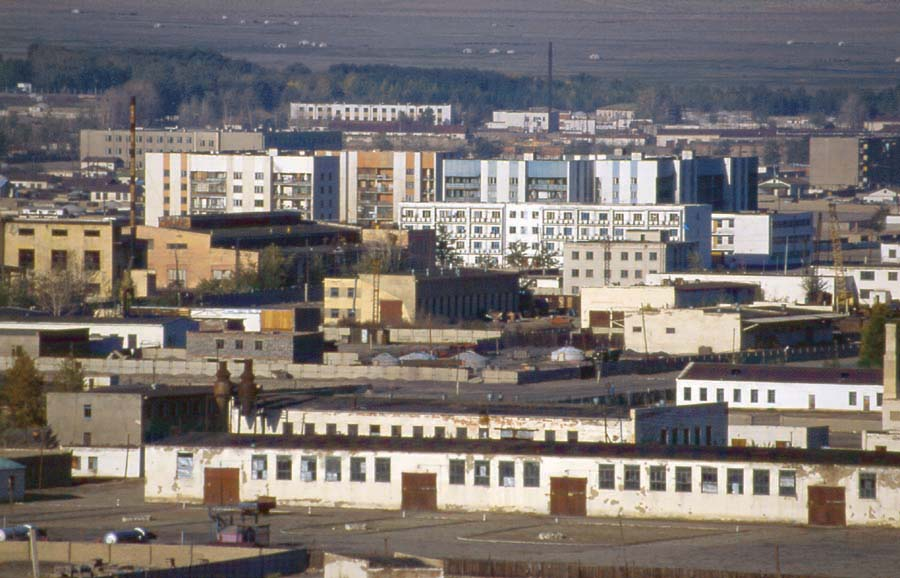
Parte del centro di Hovd
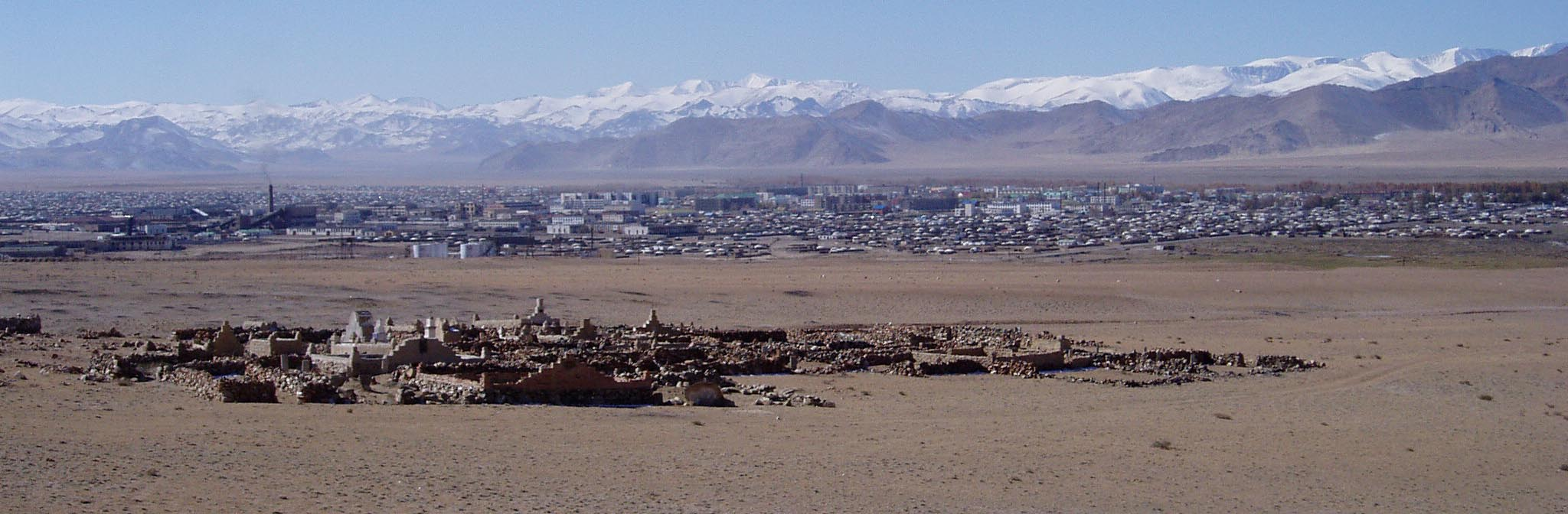
Hovd vista dai due cimiteri (kazako e mongolo) a nord-est della città